# Poggio San Vicino
Poggio San Vicino település Olaszországban, Marche régióban, Macerata megyében. Lakosainak száma 221 fő (2023. január 1.). Poggio San Vicino Cerreto d’Esi, Fabriano, Serra San Quirico, Apiro és Matelica községekkel határos.

## Népesség
A település lakossága az elmúlt években az alábbi módon változott:
| Lakosok száma | 244  | 244  | 221  |
|               | 2017 | 2018 | 2023 |